# David Druid
Lars Arne David Druid, född 25 juli 1984 i Uppsala, är en svensk ståuppkomiker och radioprogramledare.

## Stand-up
Druid gjorde sin stand up-debut i den första upplagan av Bungy Comedy och han var med på Stockholm Live-turnén våren 2008. I februari 2011 blev han aktuell i den nystartade klubben Comedy Central LIVE. Han har även senare uppträtt på bland annat stand up-klubbarna Norra Brunn och Raw Comedy Club.

## Film, radio och TV
Druid har medverkat bland annat i Extra! Extra! på TV3 och Ballar av stål på Kanal 5, där han spelade karaktären "Bokstavsbarnet". Under 2010 var han bisittare i Sommarkrysset som sändes på TV4. Samma år gjorde David Druid tillsammans med Micke Tavio-Viera reportage för radio- och TV-programmet Vakna med The Voice där de kallade sig för "David Druid and Mike the cam guy". 2012 medverkade han i TV4:s komediserie Kontoret som karaktären Robin T. Larsson. Druid spelade Tony Scala i filmen Flickan som lekte med elden.
Tillsammans med Martin Soneby och Fritte Fritzon spelade han sedan juli 2012 in podcasten Alla mina kamrater. I slutet av 2013 (avsnitt 69) lämnade han dock podcasten som återkommande medlem och ersattes av Nisse Hallberg och David Sundin. I januari 2013 blev han ny programledare i Morgonpasset i P3. I oktober 2022 tilldelades Druid utmärkelsen Guldörat i kategorin radio, för sin medverkan i programmet. Druid programleder sedan januari 2022 även Druid & Zimmerman Show tillsammans med Katherine Zimmerman.
Druid gör även en podcast tillsammans med Victor Linnér som heter "Bror vi är inte ens släkt?".